# Gávea Investimentos
A Gávea Investimentos é uma empresa brasileira da área de gestão de recursos, fundada inicialmente em 2003, como banco de investimentos.

## Historia
A empresa foi fundada como um banco de investimento privado (private equity) por Armínio Fraga e Luiz Henrique Fraga, tendo a sua sede no Rio de Janeiro e escritório em São Paulo. Os seus dois primeiros produtos foram lançando em agosto de 2003, tendo crescido a partir daí.
Em 2010, a Gávea Investimentos já administrava US$6 bilhões em ativos, quando o controle acionário da empresa foi assumido pela "Highbridge Capital Management" empresa pertencente ao JPMorgan Chase.
A Gávea Investimentos é uma das sócias do empreendedor argentino Woods Staton, que comprara as 1.600 lojas da rede de fast food McDonald's na América Latina em 2007, sendo a Gávea responsável pela administração das 544 unidades da rede de lanchonetes no Brasil. Além de participar do capital da "Cooperativa Agrícola Mista Itaquiense" (Camil) que beneficia 2,1 milhões de toneladas de arroz e 140 mil toneladas de feijão em 23 unidades na América Latina. O fundo desde de 2011 passou a deter 5% do capital da Odebrecht Óleo e Gás
Presentemente, a empresa é uma gestora de recursos e DTVM independente (não ligada a qualquer grupo financeiro), sendo  regulada, respectivamente, pela CVM e CVM/Banco Central do Brasil.
Suas atividades estão agrupadas em três áreas de negócios:
- fundos hedge
- gestão de patrimônio e
- estratégias ilíquidas.

Tem  escritórios do Rio de Janeiro e de São Paulo, contando com 160 colaboradores. Em setembro de 2014, a Gávea gerenciava um patrimônio de aproximadamente R$ 16,8 bilhões.